# Сергеев, Николай Павлович
Никола́й Па́влович Серге́ев (род. 26 февраля 1957, п. Варна, Челябинская область, РСФСР, СССР) — советский и российский футболист, нападающий.
Является лучшим бомбардиром ФК «Уралмаш» за советский период истории (96 голов в первенствах СССР).
Капитан и тренер любительского клуба «Нива» (Варна), чемпионат Челябинской области.

## Биография
Футболом начал заниматься в родном поселке. После окончания 8-ми классов приехал в Челябинск, занимался хоккеем с шайбой. Однако в скором времени перешёл в футбольную секцию. Воспитанник футбольной школы Челябинского тракторного завода, тренер В. В. Яковлев.
Начал карьеру профессионального футболиста в футбольном клубе «Сигнал» (Челябинск).
С 1980 года выступал за ФК «Уралмаш», провёл в общей сложности 336 матчей в первенствах страны, забил 96 мячей.
Начиная с 1994 года входит в состав любительского клуба «Нива» (Варна).
По состоянию на май 2015 года — капитан и тренер команды в чемпионате Челябинской области.